# Anton Wurster
Prof. dr. Anton Wurster, (Rijeka, 1913. – Pamplona, 1961.), studirao je u Zagrebu, u Italiji i Njemačkoj. U Rimu je doktorirao iz filozofije. Za vrijeme Drugoga svjetskog rata bio je tajnik hrvatskoga izaslanstva pri Svetoj stolici. Iz Rima se odselio u Madrid, gdje ga je 1946. pozvao »Consejo superior.« da radi kao suradnik te visoke kulturne ustanove. Nakon toga predavao je na sveučilištima u Valenciji i Pamploni, gdje je umro.
Već do kraja 1951. bio je u skupini hrvatskih intelektualaca koji su bili namještenici ili vanjski suradnici institucije Consejo Superior de Investigaciones Cientificas (Visoko vijeće za znanstvena istraživanja) u Madridu, a to su bili dominikanac Franjo Hijacint Eterović, enciklopedist i slavist Pavao Tijan, muzikolog fra Branko Marić i pravnik Vladimir Vince.
U popisu Wursterovih radova ističe se jedan pregledni članak o filozofiji u Hrvatskoj (La filosofía en Croatia), tiskan u glasilu spomenutoga Zavoda za filozofiju. U »Conseju...« je skupa s P. Tijanom i N. Belić Dragičević osnovao slavenski odsjek. Objavljivao je znanstvene radove u španjolskim revijama Arbor, Revista de Filosofia, Revista de Politica Internaciónal, Destino, Nuestro Tiempo i Actualidad Espańola. Pisao je i za reviju Criterio. Naklada Editoral Nacional, Madrid, objavila je Wursterovu knjigu Los Balcanes del Meditérraneo (1954.), koja sadrži njegove članke i predavanja. U knjizi je posebno zanimljiv osvrt na američku politiku prema Titovoj Jugoslaviji. Pero Vukota kritički se osvrnuo na Wursterovu knjigu pronašavši u njoj neke krive zaključke autora (Hrvatska revija, prosinac 1955.). Surađivao je u časopisu Osoba i duh (Madrid). 